# Masaki Tanaka
Masaki Tanaka (田中 優毅 Tanaka Masaki?, nacido el 27 de marzo de 1991 en Chiba) es un futbolista japonés que se desempeñaba como defensa.

## Trayectoria

### Clubes
| Club                | País  | Año         |
| ------------------- | ----- | ----------- |
| Giravanz Kitakyushu | Japón | 2013 - 2014 |
| Matsue City FC      | Japón | 2015        |
| Veertien Mie        | Japón | 2016 - 2017 |
| Matsue City FC      | Japón | 2018 -      |

## Estadística de carrera

### J. League
| Club                | Año   | J. League | J. League | Copa J. League | Copa J. League | Total | Total |
| Club                | Año   | Part.     | Goles     | Part.          | Goles          | Part. | Goles |
| ------------------- | ----- | --------- | --------- | -------------- | -------------- | ----- | ----- |
| Giravanz Kitakyushu | 2013  | 9         | 0         | -              | -              | 9     | 0     |
| Giravanz Kitakyushu | 2014  | 2         | 0         | -              | -              | 2     | 0     |
| Total               | Total | 11        | 0         | 0              | 0              | 11    | 0     |